# ハンス＝ペーター・ポール
ハンス＝ペーター・ポール（Hans-Peter Pohl、1965年1月30日 - ）は、ドイツ、バーデン＝ヴュルテンベルク州Triberg出身の元ノルディック複合選手。1980年代から1990年代にかけ西ドイツおよびドイツ代表として活躍した。ドイツ公共放送連盟（ARD）でノルディック複合中継のコメンテーターを務めている。

## プロフィール
ポールはショーナッハ（Schonach）で育ち、現在も同地で妻アンニャと3人の子供たちと暮らしている。
6歳のときノルディック複合を始め、1972年12月28日にスキージャンプで自身初めての優勝を果たした。1977年にヴァルメンシュタイナハで行われたジュニア選手権で2位となり頭角を現すと、1979年14歳年代のドイツジュニア選手権で優勝、翌年もドイツジュニア選手権で優勝するなど4回優勝した。アルペンカップではノルディック複合とスキージャンプで2回優勝している。
1987年、地元オーベルストドルフで開催されたノルディックスキー世界選手権で、個人8位、団体では金メダルを獲得した。翌1988年のカルガリーオリンピックでも団体で金メダルを獲得した。個人では28位に終わった。
1992年アルベールビルオリンピックでは個人16位、団体5位となった。
1993年ノルディックスキー世界選手権では団体で銅メダルを獲得、1994年に現役を引退した。
1994年リレハンメルオリンピックではユーロスポーツのスポーツコメンテーター、ディルク・シール（Dirk Thiele）とともにスキージャンプのレポートを学んだ。1998年以降はスキージャンプ・ノルディック複合のコメンテーター、レポーターとしてシールとコンビを組んで活躍している。
2003年からドイツ公共放送連盟の解説者となり、地元オーベルストドルフで開催された世界選手権や2006年トリノオリンピックでRené KindermannやJoachim Schröterとともにノルディック複合の解説を行った。